# Diets-Heur
Diets-Heur (Frans: Heure-le-Tixhe; Waals: Eur-li-Tîxhe) is een dorp in de Belgische provincie Limburg en een deelgemeente van Tongeren-Borgloon, het was een zelfstandige gemeente tot aan de gemeentelijke herindeling van 1971.

## Etymologie
Diets-Heur werd voor het eerst vermeld in 1258 als Eure, ook wel: Ora Teutonica. De betekenis van Eure is onbekend, het voorvoegsel Diets heeft betrekking op: een Germaanse taal sprekend, tegenwoordig Nederlands, in tegenstelling tot het 15 km verder gelegen Heure-le-Romain, in de gemeente Oupeye, waar een Romaanse taal, tegenwoordig Frans, gesproken wordt.

## Geschiedenis
Diets-Heur kent een lange geschiedenis. In de oudheid lag de nederzetting aan de heerweg tussen Bavay en Tongeren (tegenwoordig Via Belgica genoemd). Resten van twee Romeinse villa's werden teruggevonden.
In latere tijden behoorde het dorp toe aan de heerlijkheid Vreren, die op haar beurt toebehoorde aan het Prinsbisdom Luik. Verscheidene families pachtten de gronden van het dorp (de Gavre - 1619; de Sélys - 1664; de Velbruck - 1764; de Haxhe - 1772).
De Sint-Cunibertuskapel was ondergeschikt aan de parochie van Vreren. Het patronaatsrecht en het grootste deel van het tiendrecht waren in handen van het Heilig-Kruiskapittel te Luik.
Onder het bewind van de Franse revolutionairen werd Diets-Heur in 1795 een zelfstandige gemeente. In het jaar 1971 fusioneerde het met de naburige gemeente Vreren. Deze laatste gemeente werd in 1977 eveneens opgeheven en beide kernen werden deelgemeenten van Tongeren. Tongeren ging op zijn beurt in 2025 op in de stad Tongeren-Borgloon.
Tegenwoordig is Diets-Heur een rustig dorp, dat het vooral van zijn landbouw moet hebben. Met name de verbouw van granen vindt hier plaats. Gedurende de laatste jaren neemt het aantal inwoners snel toe. Dit zijn forenzen.

## Demografische ontwikkeling
- Bronnen:NIS, Opm:1831 tot en met 1961=volkstellingen

## Bezienswaardigheden

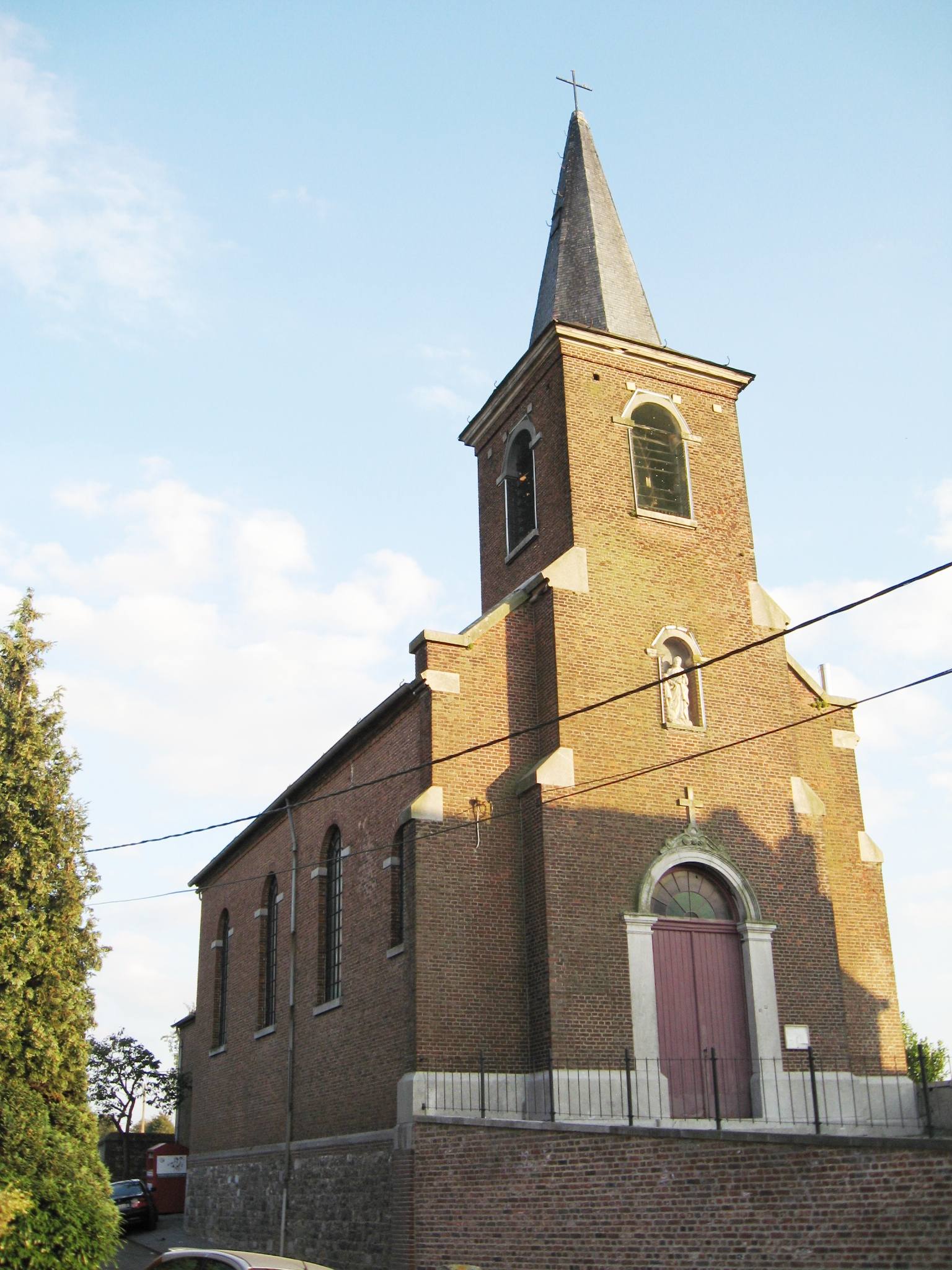
De Sint-Cunibertuskerk

Diets-Heur heeft de kenmerken van een straatdorp. Tot de bezienswaardigheden behoren:
- Verscheidene vierkantshoeven, die voorheen in verval geraakt waren, zijn gerestaureerd en vormen nu het belangrijkste patrimonium dat Diets-Heur te bieden heeft. Ze zijn vooral in de Heurstraat en aan de Kerkberg te vinden.
- De Sint-Cunibertuskerk, een neoclassicistische parochiekerk, toegewijd aan Sint-Cunibertus.
- Een aantal veldkapelletjes.

## Natuur en landschap
Diets-Heur bevindt zich in droog-Haspengouw op een hoogte van 97 tot 137 meter. De enige waterloop is het beekje de Buth, dat in noordoostelijke richting stroomt. Het dorp ligt aan de taalgrens.

## Nabijgelegen kernen
Vreren, Hamal, Rutten, Nudorp

## Beknopte bibliografie
- D. Baillien, Tongeren en zijn straten door de eeuwen heen, Tongeren, 1995.
- F. Schlusmans, Inventaris van het cultuurbezit in België. Architectuur: deel 14n1. Arrondissement Tongeren. Kantons Riemst - Tongeren, Turnhout, 1990.

Deelgemeenten: Berg · Bommershoven · Borgloon · Broekom · Diets-Heur · Gors-Opleeuw · Gotem · Groot-Loon · Hendrieken · Henis · 's Herenelderen · Hoepertingen · Jesseren · Kerniel · Koninksem · Kuttekoven · Lauw · Mal · Neerrepen · Nerem · Overrepen · Piringen · Rijkel · Riksingen · Rutten · Sluizen · Tongeren · Voort · Vreren · Widooie

Overige kernen: Blaar · Boeshoven · Ham · Hamal · Haren · Helshoven · Ketsingen · Klein-Mal · Kolmont · Mulken · Offelken · Opleeuw · Rullekoven · Rullingen · Sassenbroek · Tereiken · Verhenis

Belgische gemeenten · Arrondissement Tongeren · Limburg · Vlaanderen